# Hoefijzerlanspuntslang
De hoefijzerlanspuntslang (Bothrops alternatus) is een slang uit de familie adders (Viperidae) en de onderfamilie groefkopadders (Crotalinae).

## Naam en indeling
De wetenschappelijke naam van de soort werd voor het eerst voorgesteld door Duméril, Bibron & Duméril in 1854. Later werd de wetenschappelijke naam Lachesis alternatus gebruikt. De soort behoorde enige tijd tot het geslacht Rhinocerophis, maar dit wordt niet langer erkend.

## Uiterlijke kenmerken
Alle lanspuntslangen en ook deze soort zijn verder te herkennen aan de kop die erg breed is en de snuitpunt is zowel zijdelings als aan de onder- en bovenkant afgeplat. De totale lichaamslengte is meestal ongeveer 1,4 meter,  maar kan oplopen tot 2,2 meter. Ondanks dat een andere soort, de gewone lanspuntslang (Bothrops atrox) een enorme variatie kent en qua vorm erg op deze soort lijkt, is de gevlekte lanspuntslang feilloos te onderscheiden vanwege de bonte tekening. 
Deze bestaat uit een lichtere basiskleur en altijd veel donkerdere hoefijzervormige vlekken die zeer dun omzoomd zijn met een veel lichtere kleur dan de basiskleur. Deze vlekken liggen bovendien paarsgewijs omgekeerd op de rug en flanken en zijn zo dik dat er nauwelijks tussenruimte is; het is een kruising tussen een net- en een landkaarttekening. Soms zijn de 'punten' van de hoefijzers aparte licht omzoomde vlekken. De buikzijde draagt gele of zwarte vlekken.

## Verspreiding en habitat
De hoefijzerlanspuntslang komt voor in delen van Noord-Amerika en leeft in de landen Argentinië, Brazilië, Paraguay en Uruguay. Hier noemt men deze soort 'urutu'. De habitat bestaat uit bossen bij wateren als rivieren en meren. De slang klimt regelmatig in bomen om te rusten, maar jagen doet hij op de bodem en het voedsel bestaat uit kleine knaagdieren zoals muizen en ratten. 

## Verdediging
De soorten uit het geslacht lanspuntslangen (Bothrops) worden beschouwd als ratelslangen-zonder-ratel, de slang is dan ook erg giftig. Als het dier wordt aangevallen maakt de slang met de verharde staartpunt tappende bewegingen op de bodem, wat een karakteristiek geluid veroorzaakt. Waarschijnlijk hebben ook de ratelslangen ooit dit gedrag vertoond, maar is de staartpunt verder aangepast tot een ratel. De beet van de slang kan dodelijk zijn als medisch handelen uitblijft. Symptomen variëren van duizeligheid en vlekken op het lichaam tot een hartstilstand.